# Heinrich Beheim
Heinrich Beheim (* vor 1360; † 1403) war ein deutscher Steinmetz und Architekt in Nürnberg.

## Leben
Beheim wurde vermutlich in Böhmen geboren und kam wohl um das Jahr 1360 nach Nürnberg. Er wurde in den Urkunden zumeist als „Heinrich der Parlier“ bezeichnet. Er war mit einer Kunigunde verheiratet und hatte mindestens eine Tochter. Erste Erwähnungen finden sich als Steinmetz „H[einrich] Bheiheim parlier“ in den lapicidae (Meisterlisten) des Jahres 1363 und als Steinmeißler für das Jahr 1370. Ihm werden Arbeiten am Bau des Ostchores der Sebalduskirche zugeschrieben. Daher könnte er mit dem als „Sebaldi parlirer“ bezeichneten „Heinrich Beheim d. Ä.“ identisch sein. „wahrscheinlich […] H. Beheim Ballier [genannt], welcher im Jahre 1378 das Bürgerrecht in Nürnberg erwarb.“
Sicher ist, dass er in den Jahren 1385 bis 1396 mit der Neufassung des Schönen Brunnens und der Zuführung einer neuen Wasserleitung beauftragt wurde. Auch für einen Brunnen auf dem Sebalder Kirchhof ist eine Rechnung aus dem Jahr 1392 erhalten. In den Totenbüchern des Barfüßerklosters in Nürnberg war ein Eintrag für ihn, seine Frau und eine Tochter Anna vorhanden, der auf den 23. Juni datierte. Er muss nach 1400 gestorben sein, da er in diesem Jahr noch als Vormund für die hinterbliebenen Kinder des Steinmetzen Markart Schedel genannt wurde.

## Werke
Unter Heinrich Beheim entstand
- der Schöne Brunnen am Hauptmarkt in Nürnberg, 1385–1396[3]
- „die spätere Vorhalle der Frauenkirche mit ihren Statuen“[3]